# Félix Wielemans
Félix Wielemans (10 janvier 1863 – 5 janvier 1917) est un lieutenant-général chef d'état-major et conseiller militaire du roi Albert Ier durant la Première Guerre mondiale.

## Biographie
Félix Wielemans est né à Gand, fils d'André Félix Wielemans, général-major dans l'armée belge, et de Caroline Catherine Henekens originaires de la Province de Brabant. Alors qu'il est lieutenant au 2e régiment de Chasseurs à Pied, il se marie le 1er décembre 1890 à Ixelles avec Angèle Blanc-Duclos.

## Carrière militaire
Il entre à l'École militaire à seize ans en 1879. Il est nommé sous-lieutenant d'infanterie le 1er mai 1881 et lieutenant le 27 décembre 1888 au 2e régiment de Chasseurs à Pied. Il étudie à l'École de guerre et passe au corps d'état-major en qualité de capitaine le 26 décembre 1894. Il est longtemps professeur suppléant puis professeur au cours d'état-major à l'École de guerre. Il est promu major le 25 décembre 1905 et lieutenant-colonel le 25 décembre 1912.
En 1912, il est nommé chef de cabinet militaire du ministre de la Guerre, Charles de Broqueville.

## Première Guerre mondiale
Au début de la Première Guerre mondiale, il est colonel d'état-major dans le cabinet militaire du ministre de la Guerre. Lors du siège d'Anvers, le roi Albert Ier fait appel à lui le 6 septembre 1914 au poste de sous-chef d'état-major de l'armée belge en remplacement du général de Selliers de Moranville. Il est désormais sous les ordres directs du roi Albert Ier qui assume lui-même les fonctions de chef d'état-major général de l'armée belge.
Il organise la seconde sortie lors du siège d'Anvers. Devant l'impossibilité de poursuivre la défense dans la position fortifiée d'Anvers, il met en œuvre l'évacuation de l'armée belge sur l'Yser.  A ses soldats, il répétait alors : « Ayons confiance ». Sur l'Yser en octobre 1914, il confirme ses qualités d'organisateur méthodique par la résistance efficace de l'armée belge face aux coups de boutoir de l'armée allemande.  Malgré les vicissitudes liées à la perte du territoire national et des effectifs militaires durant la première année de guerre, il fait face par son ardeur au travail et sa vive intelligence tactique. C'est sur l'Yser qu'il est nommé général-major.
À partir de 1915, il entreprend la vaste tâche de réorganisation de l'armée belge pour la rendre opérationnelle compte tenu des avancées technologiques les plus récentes en termes d'armement. Il est récompensé de ses efforts par sa nomination comme lieutenant-général et comme chef d'état-major général de l'armée belge en août 1915. En décembre 1915, il représente la Belgique au Conseil de guerre allié et en mars 1916 à la Conférence de Paris. À la suite de son décès le 5 janvier 1917 à Houthem (à l'ouest de Furnes), il est remplacé à son poste par le lieutenant-général Ruquoy le 6 janvier 1917.
La cause de son décès est selon le New York Times, une pneumonie contractée dans les tranchées. Il a été enterré à Houthem où une colonne mémorielle quadrangulaire ornée d'un médaillon à son effigie a été érigée.

## Distinctions[7]
- Officier de l'ordre de Léopold (Belgique) ;
- Commandeur de l'ordre de la Couronne (Belgique) ;
- Chevalier de l'ordre de Léopold II (Belgique) ;
- Croix militaire de 1ère classe (Belgique) ;
- Croix de guerre 14-18 (Belgique) ;
- Médaille commémorative du règne du Roi Léopold II (Belgique) ;
- Commandeur de la Légion d'honneur (France) ;
- Croix de guerre 14-18 (France) ;
- Ordre du Bain: chevalier commandeur (Royaume-Uni) ;
- Commandeur de l'ordre des Saints-Maurice-et-Lazare (Italie) ;
- Commandeur de l'ordre du Dannebrog (Danemark) en 1914 ;
- Chevalier de l'ordre de Sainte-Anne (Russie) ;
- Chevalier de l'ordre de Saint-Stanislas (Russie) ;
- Ordre de l'Épée (Suède)
- Chevalier de l'ordre du Lion d'or de la maison de Nassau (Pays-Bas).

Il est décoré à de nombreuses reprises pour son rôle durant la guerre, il reçoit entre autres la cravate de la Légion d'honneur des mains du général Joffre.

## Sources
- (en) Cet article est partiellement ou en totalité issu de l’article de Wikipédia en anglais intitulé « Félix Wielemans » (voir la liste des auteurs).